# Conqueror Records
Pour les articles homonymes, voir Conqueror.
Conqueror Records est un ancien label discographique américain actif entre 1926 et 1942. Le label était distribué exclusivement par Sears, Roebuck and Company. 

## Histoire

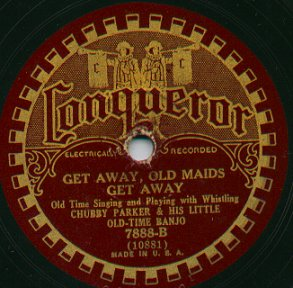
Étiquette Conqueror Records.

Les pochettes des disques indiquent que la vitesse correcte de rotation des Conqueror Records était de 80 tr/min.
La société était originellement la propriété de Plaza Music Company puis fut incorporée dans la division « labels » de la ARC (en). La production se composait pour l'essentiel d'air de danse et de chansons populaires de l'époque, bien qu'il y avait également quelques disques de jazz, y compris des enregistrements de Louis Armstrong.
La qualité de restitution audio des disques Conquerors Records était comparable à la moyenne des enregistrements de l'époque bien que les disques fussent pressés dans une matière de qualité un peu inférieure à la gomme-laque.

## Groupes et artistes
- Roy Acuff
- Louis Armstrong
- Big Bill Broonzy
- Cliff Carlisle
- Vernon Dalhart
- Al Dexter (en)
- Billy Murray
- Carson Robison (en)
- Frank Luther
- Arkansas Woodchopper (en)
- Rex Cole's Mountaineers (en)
- Roy Smeck
- Frank Ferera (en)
- Irving Kaufmann
- Hollywood Dance Orchestra